# آدام دیویدسن (کارگردان)
آدام دیویدسن (انگلیسی: Adam Davidson؛ زادهٔ ۱۳ اوت ۱۹۶۴) یک هنرپیشه، و کارگردان اهل ایالات متحده آمریکا است. وی از سال ۱۹۸۹ میلادی تاکنون مشغول فعالیت بوده‌است.